# Agama
O agama é um gênero composto de mais de 30 espécies de pequenos lagartos africanos de cauda longa e insectívoros. Uma das espécies mais conhecidas é o agama-de-cabeça-vermelha (Agama agama), comum na África. Em Moçambique é chamado gala-gala. O seu habitat original é a savana, mas hoje também vive dentro de aldeias e cidades. Os agamas formam grupos de dez a vinte indivíduos. O alfa é um macho mais velho. 

## Espécies
As espécies seguintes são classificadas dentro do gênero Agama:
- A. aculeata (Merrem, 1820)
- A. agama (Linnaeus, 1758)
- A. anchietae (Bocage, 1896)
- A. armata (Peters, 1855)
- A. atra (Daudin, 1802)
- A. bibronii
- A. bocourti (Rochebrune, 1884)
- A. bottegi (Boulenger, 1897)
- A. boueti (Chabanaud, 1917)
- A. boulengeri (Lataste, 1886)
- A. castroviejoi (Padial, 2005)
- A. caudospinosa (Meek, 1910)
- A. cornii (Scortecci, 1928)
- A. doriae (Boulenger, 1885)
- A. etoshae (McLachan, 1981)
- A. finchi (Böhme, Wagner, Malonza, Lötters & Köhler, 2005)
- A. gracilimembris (Chabanaud, 1918)
- A. hartmanni (Peters, 1869)
- A. hispida (Kaup, 1827)
- A. impalearis (Boettger, 1874)
- A. insularis (Chabanaud, 1918)
- A. kaimosae (Loveridge, 1935)
- A. rueppelli ou Agama ruppelli (Vaillant, 1882)
- A. sankaranica (Chabanaud, 1918)
- A. sinaita (Heyden, 1827)
- A. spinosa (Gray, 1831)
- A. sylvana (Macdonald, 1981)
- A. turuensis (Loveridge, 1896)
- A. weidholzi (Wettstein, 1932)